# Леонов, Сергей Борисович
Серге́й Бори́сович Лео́нов (1 октября 1931, Тюхтетский район, Восточно-Сибирский край — 27 апреля 1999, Иркутск) — советский и российский геолог, специалист в области обогащения полезных ископаемых. Член-корреспондент РАН (1991).

## Биография
Сергей Борисович Леонов родился 1 октября 1931 года в селе Боровское Тюхтетского района (ныне — Красноярского края).
В 1955 году окончил металлургический факультет Иркутского горно-металлургического института.
Работал там же (с 1960 г. Иркутский политехнический институт): старший лаборант, ассистент (1956), доцент (1961), профессор (1976), зам. декана (1961—1964), декан (1968—1978) металлургического факультета, зав. кафедрой обогащения полезных ископаемых (1976—1999), ректор (1978—1999).
Доктор технических наук (1978), профессор (1979). Член Сибирского отделения РАН с 1991 г.
Основатель научного направления, связанного с развитием теоретических основ направленного синтеза флотореагентов и использованием новых технологий и техники флотационных методов обогащения полезных ископаемых.
Именем Леонова названа кафедра «Обогащение полезных ископаемых и инженерной экологии» в Иркутском государственном техническом университете.

## Награды и звания
Награждён двумя орденами Трудового Красного Знамени (1981, 1986), орденом Почета (1995), медалями.
Заслуженный деятель науки и техники РСФСР (1988). Лауреат Премии Правительства РФ (1995).